# Mi faccia causa
Mi faccia causa è un film italiano, del 1984, diretto da Steno.
Del film esiste anche una versione lunga girata per la televisione, della durata di 3 ore e mezza.
Il regista Steno aveva già diretto nel 1953 Un giorno in pretura, con ambientazione in aule giudiziarie, nel quale il magistrato era impersonato da Peppino De Filippo.

## Trama
Nel primo episodio il pretore, per quanto intimidito dalla fama di mafioso corleonese dell'imputato Rosario Mancuso, lo condanna per lesioni colpose nel corso di un incidente d'auto in Roma. Dopo la sentenza, viene avvicinato dal condannato in un bar. Inizialmente crede che questi stia per sparargli e scappa via, facendo poi scortare in pretura moglie e suocera. Il mafioso tuttavia voleva solo ringraziarlo, perché la sentenza gli ha fornito l'alibi che desiderava, per evitare una condanna per omicidio in un altro processo e gli dona un'ingente somma di denaro. Successivamente, si pentirà asserendo che per lui la parola "lupara" altro non è che un paesino nel Nord Italia.
Nel secondo episodio si assiste alla contesa fra il cantante rock Artemio Chiccaccia, a processo col suo intero gruppo, e il musicista napoletano Leonardo De Leonardis. Il secondo lo accusa di plagio, ma si scopre che il pezzo musicale in questione è a sua volta un plagio di 'O sole mio. Tutta la corte si fa coinvolgere dalla musica, unendosi al musicista con canti e balli. Il maestro De Leonardis poi tornerà alla carica sostenendo che l'Inno di Mameli lo ha scritto lui e vuole il rimborso dei diritti d'autore.
Nel terzo episodio un'impiegata dell'ufficio tasse, Rosanna Bianchini, accusa la giornalista Luisa Pelliccione per un suo articolo che l'accusa di prostituirsi durante l'orario d'ufficio. La Bianchini ammette candidamente la cosa, pur sostenendo di svolgere la seconda attività senza detrimento alle sue mansioni d'ufficio. Il pretore simpatizza ma respinge la querela, non sussistendo gli estremi della denuncia per diffamazione. Terminata l'udienza però cerca di consolare Rosanna, che nello scandalo ha perso sia il lavoro presso il ministero che l'appartamento in cui si prostituiva. Il pretore le regala i soldi che gli aveva donato Mancuso, e con quelli Rosanna vincerà quattro concorsi comunali.
Nel quarto episodio Luigi Marchetti, detto Mani d'oro, è un ladro colto in flagrante. Reo confesso, racconta come aveva deciso di derubare una villa, creduta vuota. Vi trova invece il piccolo figlio dei padroni di casa. Contento di avere compagnia, il bambino si diverte a vedere il ladro all'opera, e gli apre persino la cassaforte. Luigi, punto nel suo orgoglio professionale di ladro, rimette tutto a posto, anche per non mettere nei guai coi genitori il bambino. Mentre sta uscendo, viene scoperto dalle colf e arrestato. Condannato a tre mesi, in carcere fonderà il Sindacato Ladri Artisti Professionisti, ottenendo una lauta pensione da sindacalista.
Nel quinto episodio Rebecchino De Profundis, orologiaio con fama di menagramo, denuncia un vicino di casa per averlo chiamato pubblicamente jettatore. Il denunciante risulta essere davvero capace di creare disastri, mettendo a scompiglio l'aula con tempeste di vento e black-out ogni qualvolta sembra essere contraddetto. Spaventato, il pretore accoglie la sua richiesta (in un modo che sembra quasi un esorcismo) e condanna quindi il querelato per diffamazione, con un risarcimento danni di 200 000 lire. Tempo dopo, il De Profundis viene nuovamente querelato perché lo stabile dove abitava è crollato e l'amministratore crede ci sia il suo zampino.
Nel sesto episodio un chirurgo plastico, grande tifoso dell'Inter, ha denunciato per atti osceni, ingiurie e turpiloquio due tifosi romanisti, l'elettrauto Oreste e il principe Valfredo Orselli di Querciarola. I due, come lui presenti allo stadio Olimpico per una partita tra le rispettive squadre, gli avevano orinato addosso per dileggio. L'udienza finisce però in caciara, quando tutti i presenti si infervorano per lodare le rispettive squadre, invece di concludere il processo.
Nel settimo episodio, un uomo dai modi effeminati di nome Umberto Recchia denuncia un signore che l'ha chiamato frociaccio durante una lite alle poste. Il querelante, assistito dalla testimonianza di un impiegato e da un avvocato con gestualità e modi di parlare assai simili, vince la causa e riceve un risarcimento per danni.
Nell'ottavo episodio, Annibale Saraceni, un pugile di scarso valore, è scacciato dal proprio impresario dopo aver perso il suo primo incontro. Riesce tuttavia a difendere coi pugni un cagnolino, Augusto, che stava per essere seviziato da tre pochi di buono. Il cane non è più voluto neppure dai precedenti padroni, e viene ospitato da Annibale. Si rivela, però, essere un ladro, che aiuta Annibale a rubare cibo per entrambi. Grazie al cane, Annibale conosce anche una ragazza, Zizì. Cercando di usare il cane per rubare un anello che vorrebbe regalarle, Annibale viene arrestato. Non essendo tuttavia il padrone legale dell'animale, il pugile viene assolto. Il cane è indirizzato quindi al canile, dove rischia di essere soppresso. Per salvarlo, Annibale cambia versione e si accusa del furto, finendo quindi in galera. Scontata la sua pena, Annibale esce in grande stile entrando in politica come parlamentare, perché pare che Augusto sia diventato molto amico di Marco Pannella.
Nel nono episodio il protagonista è lo stesso De Sica. Mentre è a letto con la moglie, disgustato dalla disonestà dei suoi concittadini, viene svegliato da una luce alla finestra. Dopo aver inizialmente temuto l'arrivo degli extraterrestri, scopre che si tratta del suo vicino di casa, che ha deciso di imitare il malcostume del magistrato ed ingrandire illegalmente la propria casa. In crisi di coscienza, il pretore si denuncerà e paga le conseguenze dell'illecito compiuto.

## Versione televisiva
La versione televisiva del film, che dura 3 ore e 36 minuti, è stata trasmessa in televisione divisa in due parti il 3 e 4 settembre 1987 su Italia 1. In questa versione ci sono anche quattro casi in più: un truffatore che, spacciandosi per vecchio compagno di scuola di alcuni concittadini, si intrufolava a casa loro e li derubava; una disputa tra un ristoratore marchigiano e un cliente accusato di insolvenza perché, a giudizio di quest'ultimo, il cibo era immangiabile; un'avvenente signora accusata di possesso illecito di valuta e un altro caso di truffa, che tocca anche il pretore in quanto cliente dell'imputato.